# 王粲
王粲（177年—217年2月17日），字仲宣，山陽郡高平县（今山东省济宁市微山县）人。擅長辭賦，建安七子之一，被譽為「七子之冠冕」。

## 生平
王粲出身名门大族，其曾祖父王龚，在汉顺帝时任太尉；祖父王畅，在汉灵帝时任司空，是当时的名士。二人都曾位列三公。父亲王谦，曾任大将军何进的长史。

### 蔡邕賞識
漢獻帝西遷的時候，王粲來到長安，去拜訪名士蔡邕。當時蔡邕家里賓客盈坐，听說王粲在門外，蔡邕慌慌張張出來迎接，把鞋都穿倒了（倒屣迎之）。大家見王粲只是個十五六歲（191年至192年間）身材弱小的孩子，都感到驚訝。蔡邕說︰“這孩子才學廣博，我比不上。我要把家里的藏書文章都送給他。”

### 劉表不用
初平四年（193年），十七岁的王粲受司徒征辟，又被召为黄门侍郎。王粲因为长安局势混乱，没有赴任。
王粲後因戰亂到荊州投靠荊州牧劉表，本是想利用同鄉之情可以在劉表底下任職，但劉表以王粲貌醜、氣質柔弱及不拘小節而拒絕任用。
建安三年（198年），長沙太守張羨聽從桓階建議，舉長沙、零陵、桂陽三郡之兵背叛劉表，劉表發兵討伐。為了宣傳這次出征，就由王粲執筆寫了一篇《三輔論》，以示師出有名。其中寫道：“長沙不軌，敢作亂違，我牧睹其然，乃赫爾發憤，且上徵下戰，去暴舉順。”申明用兵乃是為了“去暴舉順”。
後劉表死去，劉琮承繼位置，王粲勸其投降曹操。

### 曹操器重
曹操辟王粲為丞相掾，賜爵關內侯。後升遷為軍謀祭酒。魏國建國後升為侍中，甚得曹操重用。
王粲因博學多識，總能做到對答如流。當時舊禮儀制度廢弛殆盡，需要重新制定，王粲與衞覬等負責除舊佈新，制定新的典章。
王粲曾與鍾繇著論云：「非聖人不能致太平。」司馬朗則認為：「伊、顏之徒雖非聖人，使得數世相承，太平可致」。當時曹丕偏好司馬朗的觀點。
建安二十一年（216年）冬天，王粲隨軍隊伐吳，翌年春正月二十四日戊申（217年2月17日），於返回鄴城途中病亡，據稱死於痲瘋，年僅四十一歲。曹丕曾親臨其喪，告訴同遊說：「王好驢鳴，可各作一聲以送之。」赴客皆一作驢鳴。作品多散佚，明人輯有《王侍中集》。近人俞紹初依據前人所輯，整理成《建安七子集》。

## 才華

### 記性過人
有一次和友人同行，停下來讀路邊碑文，友人問他能背誦嗎？王粲說：「可以。」當即表演，一字不差。又有一次，王粲看人下棋，棋局被人碰亂了，王粲憑著記憶，把棋子重新擺好。下棋的人不信，以為他亂排，用手巾帕蓋在棋盤上，請王粲在另一個棋盤上重擺一遍。王粲擺出來後，一模一樣，一個子都沒錯，令人驚嘆。

### 文學成就
王粲在詩賦上的成就甚高。劉勰《文心雕龍·才略》提到：「仲宣溢才，捷而能密，文多兼善，辭少瑕累，摘其詩賦，則七子之冠冕乎。」王粲的哀思表現在作品上，其代表有《七哀詩》與《登樓賦》。最能代表建安文學的精神。王粲《七哀詩》說：“……出門無所見，白骨蔽平原。路有飢婦人，抱子棄草間。……南登灞陵岸，同首望長安，悟彼林下泉，喟然心碎肝。（或作「悟彼下泉人，喟然傷心肝。」）”把在亂世的經歷見聞，融入於作品之中，留下最真實的記錄。

### 史学成就
著有《英雄记》，或称《汉末英雄记》。

## 家庭

### 曾祖
- 王龔，為漢三公，官至太尉

### 祖父
- 王暢，為漢三公，官至司空

### 父
- 王謙，大將軍何進長史，何进以王谦是三公后裔，想要和他结亲，王謙没有答应。因病免官，在家中去世。

### 族兄
- 王凱

### 儿子
- 兩个兒子，為魏諷所引，意圖謀反，被曹丕所誅
- 王業，王粲族兄王凯之子，魏文帝曹丕命令做王粲的嗣子[8]

### 孫輩
- 王宏，王粲從孫，於唐《晉書·良吏傳》有傳。

## 評價
- 蔡邕：“此王公孙也，有异才，吾不如也。”（《三国志·卷二十一·魏书二十一·王卫二刘傅传第二十一》）
- 《典論》作者曹丕評曰：「今之文人，魯國孔融文舉，廣陵陳琳孔璋，山陽王粲仲宣，北海徐幹偉長，陳留阮瑀元瑜，汝南應瑒德璉，東平劉楨公幹：斯七子者，於學無所遺，於辭無所假，咸以自騁驥騄於千里，仰齊足而並馳。粲长于辞赋。幹时有逸气，然非粲匹也。如粲之初征、登楼、槐赋、征思，幹之玄猿、漏卮、圆扇、橘赋，虽张（张衡）、蔡（蔡邕）不过也，然于他文未能称是。」
- 曹植：“既有令德，材技广宜。疆记洽闻，幽赞微言。文若春华，思若泉涌。发言可咏，下笔成篇。何道不洽，何艺不闲。”“昔仲宣独步於汉南，孔璋鹰扬於河朔，伟长擅名於青土，公干振藻於海隅，德琏发迹於大魏，足下高视於上京。”
- 鱼豢：“粲才既高，辩论应机。钟繇、王朗等虽各为魏卿相，至于朝廷奏议，皆阁笔不能措手。”（《典略》）
- 陈寿《三国志》：“昔文帝、陈王以公子之尊，博好文采，同声相应，才士并出，惟粲等六人最见名目。粲特处常伯之官，兴一代之制，然其冲虚德宇，未若徐干之粹也。”
- 谢灵运：“家本秦川，贵公子孙，遭乱流寓，自伤情多。”“幽厉昔崩乱，桓灵今板荡。伊洛既燎烟，函崤没无像。整装辞秦川，秣马赴楚壤。沮漳自可美，客心非外奖。常叹诗人言，式微何由往。上宰奉皇灵，侯伯咸宗长。云骑乱汉南，纪郢皆扫荡。排雾属盛明，披云对清朗。庆泰欲重叠，公子特先赏。不谓息肩愿，一旦值明两。并载游邺京，方舟泛河广。绸缪清燕娱，寂寥梁栋响。既作长夜饮，岂顾乘日养！ ”（《谢灵运全集·王粲》）
- 刘勰《文心雕龙》：“傅嘏、王粲，校练名理。”（〈论说第十八〉）“仲宣溢才，捷而能密，文多兼善，辞少瑕累，摘其诗赋，则七子之冠冕乎！”（〈才略第四十七〉）
- 沈约：“若夫平子艳发，文以情变，绝唱高踪，久无嗣响。至于建安，曹氏基命，二祖陈王，咸蓄盛藻，甫乃以情纬文，以文被质。自汉至魏，四百余年，辞人才子，文体三变。相如巧为形似之言，班固长于情理之说，子建、仲宣以气质为体，并标能擅美，独映当时。”
- 钟嵘说王粲的作品：“其源出于李陵。发愀怆之词，文秀而质羸。在曹、刘间，别构一体。方陈思不足，比魏文有余。”
- 萧纲：“但以当世之作，历方古之才人，远则扬、马、曹、王，近则潘、陆、颜、谢，而观其遣辞用心，了不相似。”
- 房玄龄：“逮乎当涂基命，文宗蔚起，三祖叶其高韵，七子分其丽则，《翰林》总其菁华，《典论》详其藻绚，彬蔚之美，竞爽当年。独彼陈王，思风遒举，备乎典奥，悬诸日月。”
- 骆宾王：“河朔词人，王、刘为称首；洛阳才子，潘、左为先觉。若乃子建之牢笼群彦，士衡之籍甚当时，并文苑之羽仪，诗人之龟镜。”
- 于頔：“诗自风雅道息，二百余年而骚人作。其旨愁思，其文婉丽，亡楚之变风欤？至西汉李陵、苏武，始全为五言诗体，源于风，流于骚，故多忧伤离远之情。梁昭明所撰《文选》，录古诗十九道，亡其名氏。观其辞，盖东汉之世，亦苏李之流也。自建安中王仲宣、曹子建鼓其风，晋世陆士衡、潘安仁扬其波。王曹以气胜，潘陆以文尚。气胜者魏祖兴武功，于二京已覆；文尚者晋武图帝业，于五胡肇乱。”
- 独孤及：“且文之为体也，必当词与旨相经，文与声相会。词义不畅，则情旨不宣；文理不清，则声节不亮。诗人因声以缉韵，沿旨以制词，理乱之所由，风雅之所在。固不可以孤音绝唱，写流遁于胸怀；弃徵捐商，混妍蚩于耳目，自当晞圣藻于天文，听仙章于广乐，屈、宋为涯岛，班、马为堤防，粲、植为陆落，潘、陆为郊境，搴琅玕于江、鲍之树，采花蕊于颜、谢之园，何、刘准其衡轴，任、沈程其粉黛，然后为得也。若乃才不半古，而论已过之，妄动刀尺，轻移律吕，脱略先辈，迷诖后昆，此明时所当变也。”（《送朱侍御赴上都序》）
- 白居易：“身是邓伯道，世无王仲宣。只应分付女，留与外孙传。”
- 罗大经：“仲宣不依曹、黄、二袁，而依刘表，意亦可见。故仲宣之忠于汉，陶渊明之忠于晋，罗昭谏之忠于唐，皆诗人文士之识大义有气节者。”（《鹤林玉露》）
- 陈绎曾：“王粲真实有余，澄滤不足。”
- 陆时雍：“子桓、王粲，时激风雅余波，子桓逸而近风，王粲庄而近雅。”
- 陈祚明：“王仲宣诗跌宕不足而真挚有余，伤乱之情，小雅变风之余也。与子桓兄弟气体本殊，无缘相比。”
- 方东树：“建安七子，除陈思，其余略同，而仲宣为伟，局面阔大。公干气紧，不如仲宣。”“苍凉悲慨，才力豪健，陈思而下，一人而已。”

## 藝術形象

### 文學
- 郑光祖《醉思鄉王粲登樓》
- 罗贯中《三国志通俗演义》

### 影視
- 2004年电视剧《武圣关公》：贺琳饰演王粲

## 延伸阅读
[在维基数据编辑]
 在维基文库阅读此作者作品
 《三國志·卷21》，出自陳壽《三國志》